# Kohorosciwetari
Kohorosciwetari, jedna od skupina američkih Indijanaca iz sjevernobrazilske države Amazonas s rijeke río Dimití, pritoke Río Negroa. Kohorosciwetari, su jedna od skupina Guahariba (danas poznatih kao Sanuma ili Yanoama), a jezično pripadaju porodici Chirianan ili Yanomami. Brojno stanje iznosi 622 (1976 RC); u novije vrijeme preko 1000.

## Jezik kohoroxitari
'Ethnologue'   na svojem popisu pod imenom kohoroxitari (ISO 639-3: KOB) navodi njihov jezik kao neklasificiran. Kodni naziv će se povuć iz upotrebe jer je ustanovljeno da jezik kohoroxitari ne postoji, nego je tek jedno od sela Sanuma Indijanaca.

## Vanjske poveznice
- Peuples et langues de l'Amazonie - Tribes of Amazonia Sons of our Earth
- Kohoroxitari
- Request for Change to ISO 639-3 Language Code